# Wu Ding
Wu Ding (xinès: 武丁, nascut Zi Zhao, xinès: 子昭) va ser un rei xinès de la dinastia Shang història xinesa.
El seu és el primer nom històricament verificable en la història de les dinasties xineses. Els registres d'historiadors posteriors que van registrar el seu regnat es basaren en poc més que llegendes fins que registres de l'època del seu regnat van ser descoberts en inscripcions oraculars sobre ossos desenterrats en les ruïnes de la seva capital Yin Xu en el 1899.